# Solanum melissarum
Solanum melissarum là một loài cà là loài đặc hữu của Brasil.